# Zuid-Koreaans curlingteam (gemengddubbel)
Het Zuid-Koreaanse curlingteam vertegenwoordigt Zuid-Korea in internationale curlingwedstrijden.

## Geschiedenis
Zuid-Korea debuteerde op het wereldkampioenschap curling voor gemengddubbele landenteams van 2009 in het Italiaanse Cortina d'Ampezzo. Ze plaatsten zich niet voor de play-offs. De eerste en enige keer vooralsnog dat dat wel lukte was op het wereldkampioenschap 2018. Daar werd de vierde plaats behaald. De strijd om het brons werd verloren van Canada (3-8). 
In 2018 nam Zuid-Korea in eigen land deel aan het eerste olympisch toernooi in het gemengddubbel. Zuid-Korea werd vertegenwoordigd door Lee Ki-jeong en Jang Hye-ji. Het team bereikte de play-offs niet en werd vijfde. In 2022 ontbrak Zuid-Korea op de Olympische Winterspelen.

## Zuid-Korea op de Olympische Spelen
| Jaar | Plaats        | Team                       | WG            | W             | V             | PV            | PT            |
| ---- | ------------- | -------------------------- | ------------- | ------------- | ------------- | ------------- | ------------- |
| 2018 | 5             | Lee Ki-jeong & Jang Hye-ji | 7             | 2             | 5             | 40            | 40            |
| 2022 | Geen deelname | Geen deelname              | Geen deelname | Geen deelname | Geen deelname | Geen deelname | Geen deelname |

## Zuid-Korea op het wereldkampioenschap
| Jaar | Plaats        | Team                           | WG            | W             | V             | PV            | PT            |
| ---- | ------------- | ------------------------------ | ------------- | ------------- | ------------- | ------------- | ------------- |
| 2008 | Geen deelname | Geen deelname                  | Geen deelname | Geen deelname | Geen deelname | Geen deelname | Geen deelname |
| 2009 | 16            | Hong Jun-pyo & Park Kyung-mi   | 8             | 3             | 5             | 41            | 58            |
| 2010 | Geen deelname | Geen deelname                  | Geen deelname | Geen deelname | Geen deelname | Geen deelname | Geen deelname |
| 2011 | 20            | Hong Jun-pyo & Park Kyung-mi   | 7             | 1             | 6             | 35            | 58            |
| 2012 | 19            | Beak Jong-chul & Park Kyung-mi | 8             | 3             | 5             | 51            | 53            |
| 2013 | 24            | Ahn Jae-sung & Synn Hyun-ho    | 8             | 1             | 7             | 36            | 73            |
| 2014 | 13            | Beak Jong-chul & Lee Hye-in    | 8             | 5             | 3             | 55            | 44            |
| 2015 | 5             | Beak Jong-chul & Lee Hye-in    | 9             | 5             | 4             | 58            | 55            |
| 2016 | 13            | Lee Ki-jeong & Jang Hye-ji     | 8             | 4             | 4             | 52            | 47            |
| 2017 | 6             | Lee Ki-jeong & Jang Hye-ji     | 11            | 9             | 2             | 82            | 46            |
| 2018 | 4             | Lee Ki-jeong & Jang Hye-ji     | 11            | 9             | 2             | 86            | 47            |
| 2019 | 24            | Choi Chi-won & Jang Hye-ri     | 7             | 5             | 2             | 65            | 26            |
| 2021 | 17            | Moon Si-woo & Kim Ji-yoon      | 10            | 3             | 7             | 46            | 69            |
| 2022 | 15            | Lee Ki-jeong & Kim Min-ji      | 10            | 4             | 6             | 59            | 72            |
| 2023 | 16            | Jeong Byeong-jin & Kim Ji-yoon | 10            | 3             | 7             | 68            | 77            |
| 2024 | 12            | Jeong Byeong-jin & Kim Ji-yoon | 9             | 5             | 4             | 55            | 51            |
| 2025 | 12            | Seong Ji-hoon & Kim Kyeong-ae  | 9             | 4             | 5             | 59            | 64            |

Australië · België · Brazilië · Bulgarije · Canada · China · Chinees Taipei · Denemarken · Duitsland · Engeland · Estland · Filipijnen · Finland · Frankrijk · Griekenland · Groot-Brittannië · Guyana · Hongarije · Hongkong · Ierland · India · Israël · Italië · Jamaica · Japan · Kazachstan · Kirgizië · Koeweit · Kosovo · Kroatië · Letland · Litouwen · Luxemburg · Mexico · Mongolië · Nederland · Nieuw-Zeeland · Nigeria · Noorwegen · Oekraïne · Oostenrijk · Polen · Portugal · Puerto Rico · Qatar · Roemenië · Rusland · Saoedi-Arabië · Schotland · Servië · Slovenië · Slowakije · Spanje · Thailand · Tsjechië · Turkije · Verenigde Staten · Wales · Wit-Rusland · Zuid-Korea · Zweden · Zwitserland